# Songs of Innocence (U2)
Songs of Innocence is het 13e studioalbum van de Ierse popgroep U2. De titel is ontleend aan William Blakes dichtbundel Songs of Innocence and of Experience.
Het album verscheen wereldwijd op 13 oktober 2014 maar werd al digitaal uitgebracht voor iTunes-gebruikers op 10 september 2014. Songs of Innocence werd aangekondigd tijdens de persconferentie van de iPhone 6 van Apple, waar U2 optrad als speciale gast. Het nieuwe album werd vervolgens direct gratis beschikbaar gesteld op iTunes. De manier waarop dit ging viel echter niet overal even goed, omdat iedereen met een Apple iTunes-account het album ongevraagd in zijn lijst kreeg. Achteraf zagen de mannen van U2 dit ook in, en een maand na het uitbrengen van het album bood Bono in een filmpje op Facebook zijn excuses aan voor het feit dat het album ongevraagd in ieders lijst kwam.
Songs of Innocence bevat één eerder live gespeeld nummer: Every Breaking Wave. De verdere tracklist bestaat uit nieuwe, nooit eerder gespeelde nummers.

## Nummers
1. The Miracle (of Joey Ramone) – 4:15
2. Every Breaking Wave – 4:12
3. California (There Is No End to Love) – 3:59
4. Song for Someone – 3:46
5. Iris (Hold Me Close) – 5:19
6. Volcano – 3:14
7. Raised By Wolves – 4:05
8. Cedarwood Road – 4:25
9. Sleep Like a Baby Tonight – 5:01
10. This Is Where You Can Reach Me Now – 5:05
11. The Troubles – 4:45

## Bezetting
- Bono - zang en gitaar
- The Edge - gitaar en zang
- Adam Clayton - basgitaar
- Larry Mullen jr. - drums en zang

Bono · The Edge · Adam Clayton · Larry Mullen jr.